# Kalinówka Kościelna (gromada)
Kalinówka Kościelna – dawna gromada, czyli najmniejsza jednostka podziału terytorialnego Polskiej Rzeczypospolitej Ludowej w latach 1954–1972.
Gromady, z gromadzkimi radami narodowymi (GRN) jako organami władzy najniższego stopnia na wsi, funkcjonowały od reformy reorganizującej administrację wiejską przeprowadzonej jesienią 1954 do momentu ich zniesienia z dniem 1 stycznia 1973, tym samym wypierając organizację gminną w latach 1954–1972.
Gromadę Kalinówka Kościelna z siedzibą GRN w Kalinówce Kościelnej utworzono – jako jedną z 8759 gromad – w powiecie monieckim w woj. białostockim, na mocy uchwały nr 19/V WRN w Białymstoku z dnia 4 października 1954. W skład jednostki weszły obszary dotychczasowych gromad Kalinówka Kościelna, Wójtowce, Guzy, Ogrodniki, Dudki, Kropiwnica oraz Kalinówka Królewska z wyłączeniem trzech kolonii obejmujących parcele nr nr 834, 836 i 840 ze zniesionej gminy Kalinówka w tymże powiecie. Dla gromady ustalono 22 członków gromadzkiej rady narodowej.
31 grudnia 1959 do gromady Kalinówka Kościelna przyłączono wsie Sikory i Waśki z gromady Mońki oraz wsie Szpakowo, Bagno, Starowola i Krzeczkowo, kolonię Szpakowo oraz PGR Starowola ze zniesionej gromady Szpakowo.
Gromada przetrwała do końca 1972 roku, czyli do kolejnej reformy gminnej.